# Ridderorden in Maleisië
Dit is een lijst van ridderorden in Maleisië.

## Achtergrond
In de door Groot-Brittannië beheerste Straits settlements, een kroonkolonie, in de in 1957 onafhankelijk geworden federatie en in het in 1963 opgerichte koninkrijk Maleisië zijn diverse onderscheidingen ingesteld. Er zijn ridderorden van de centrale overheid, een van de sultans wordt voor vijf jaar tot koning gekozen, en van de negen sultanaten.
In de Straits settlements werden door het Verenigd Koninkrijk geen koloniale ridderorden ingesteld. De sultans konden op opname in de Orde van Sint-Michaël en Sint-George rekenen en verder speelden de Orde van het Britse Rijk en de voor dienst in de tropen verleende Keizerlijke Orde van Verdienste een rol. De sultans bezaten al eigen ridderorden maar de feodale structuur en de elf koninklijke hoven brachten mee dat er door de koning en de sultans meer dan veertig orden van verdienste en huisorden werden ingesteld. Daarnaast zijn er de huwelijksmedailles, kroningsmedailles, jubileummedailles en vele andere onderscheidingen. Men ziet de Maleisische koning en de sultans op officiële portretten dan ook behangen met onderscheidingen.

## Ridderorden in het koninkrijk Maleisië
| De Meest Verheven Orde van de Kroon van het Rijk | Maleis: "Darjah Utama Seri Mahkota Negara" | 16 augustus 1958 | Baton                                            |
| De Meest Aanzienlijke Orde van de Verdedigers van het Rijk | Maleis: "Darjah Yang Mulia Pangkuan Negara") | 21 augustus 1958 | Baton                                            |
| De Hoogste Onderscheiding voor dapperheid | Maleis: "Seri Pahlawan Gagah Perkasa" | 29 juli 1960 | Baton                                            |
| De Medaille van de Commandeur van Heldhaftigheid | Maleis: "Panglima Gagah Berani | 29 juli 1960 | Baton van de Commandeur van Heldhaftigheid       |
| De Orde van het Koninklijk Huis | Maleis: "Darjah Yang Amat Dihormati Setia Diraja" | 3 september 1965 | Baton van de Orde van de Koninklijke Huishouding |
| De Meest Hooggeachte Orde van de Kroon van Maleisië | Maleis: "Darjah Yang Mulia Seri Mahkota Malaysia" | 15 april 1966 | Baton van de Orde van de Kroon van Maleisie      |
| De Meest Excellente Orde van de Koninklijke Familie van Maleisië | Maleis: "Darjah Yang Maha Utama Kerabat Di-Raja Malaysia" | 18 april 1966 | Baton van de Orde van de Koninklijke Familie     |
| De Orde van Verdienste | Maleis: "Darjah Bakti" | 26 juni 1975 | Baton van de Orde van Verdienste                 |
| De Orde voor Militaire Dienst | Maleis: "Panglima Gagah Angkatan Tentera" | 16 september 1983 | Baton van de Orde van Militaire Verdienste       |
| De Orde voor de Heldhaftige Politie | Maleis: "Panglima Gagah Berani Pasukan Polis" | 1993 | Baton                                            |
| De Orde voor Belangrijke Diensten | Maleis: "Panglima Jasa Negara" | 2 mei 1995 | Baton van de Orde voor Belangrijke Diensten      |
| Ook de St. John Ambulance Malaysia, een tak van de Britse Orde van Sint-Jan, heeft in Maleisië een actieve afdeling met ridders in allerlei graden, een eigen Orde van Trouw of "Darjah Setia Utama" en een Orde van Hoogste Verdienste of "Darjah Bakti Perkasa". Verder zijn er medailles uitgegeven. Anders dan in andere staten is het lint niet egaal zwart maar zwart-geel-wit-zwart. Ook het lint met het kleine Kruis van Malta dat in veel landen wordt gedragen, wordt in Maleisië wel gebruikt. Moslims zullen het veelkleurige lint kiezen. | Ook de St. John Ambulance Malaysia, een tak van de Britse Orde van Sint-Jan, heeft in Maleisië een actieve afdeling met ridders in allerlei graden, een eigen Orde van Trouw of "Darjah Setia Utama" en een Orde van Hoogste Verdienste of "Darjah Bakti Perkasa". Verder zijn er medailles uitgegeven. Anders dan in andere staten is het lint niet egaal zwart maar zwart-geel-wit-zwart. Ook het lint met het kleine Kruis van Malta dat in veel landen wordt gedragen, wordt in Maleisië wel gebruikt. Moslims zullen het veelkleurige lint kiezen. | Ook de St. John Ambulance Malaysia, een tak van de Britse Orde van Sint-Jan, heeft in Maleisië een actieve afdeling met ridders in allerlei graden, een eigen Orde van Trouw of "Darjah Setia Utama" en een Orde van Hoogste Verdienste of "Darjah Bakti Perkasa". Verder zijn er medailles uitgegeven. Anders dan in andere staten is het lint niet egaal zwart maar zwart-geel-wit-zwart. Ook het lint met het kleine Kruis van Malta dat in veel landen wordt gedragen, wordt in Maleisië wel gebruikt. Moslims zullen het veelkleurige lint kiezen. | Batons van de Orde van Sint-Jan in Maleisië      |

## Ridderorden in de sultanaten
Het sultanaat Johor
- Zie: Ridderorden in Johor

Het sultanaat Kedah
- Zie: Ridderorden in Kedah

Het sultanaat Kelantan
- Zie: Ridderorden in Kelantan

Het sultanaat Pahang
- Zie: Ridderorden in Pahang

Het sultanaat Perak
- Zie: Ridderorden in Perak

Het sultanaat Selangor
- Zie: Ridderorden in Selangor

Het sultanaat Terengganu
- Zie: Ridderorden in Terengganu

Het kieskoninkrijk Negeri Sembilan
- Zie: Ridderorden in Negeri Sembilan

Het koninkrijk Perlis
- Zie: Ridderorden in Perlis

## Ridderorden in de territoria
Vier territoria worden niet door vorsten bestuurd.
Sarawak
- Zie: Ridderorden in Sarawak

Penang
- Zie: Ridderorden in Penang

Malakka
- Zie: Ridderorden in Malakka

Sabah
- Zie: Ridderorden in Sabah